# Barys (Radschützenpanzer)
Barys (russisch Барыс) ist die Bezeichnung für einen kasachischen Radschützenpanzer.

## Projektgeschichte
Das kasachisch-südafrikanische Joint Venture „Kazakhstan Paramount Engineering“ (KPE) stellte auf der KADEX 2016 – Kasachstans Verteidigungsmesse – den damals neuen Radpanzer Barys 8×8 vor. Das Joint Venture wird die Produktion der Fahrzeuge im neuen 15.000 Quadratmeter großen Montagewerk in der kasachischen Hauptstadt Astana aufnehmen. KPE konzipierte die Anlage für ein Produktionsvolumen von bis zu 200 Fahrzeugen pro Jahr aus, darunter 120 Barys. Die Differenz zeigt, dass ein Export des Fahrzeugs angestrebt ist. Kasachische Medienquellen veröffentlichten Berichte, wonach KPE auch eine 6×6-Variante entworfen hat, deren Montage in Jordanien begonnen hatte.

## Technik und Bewaffnung

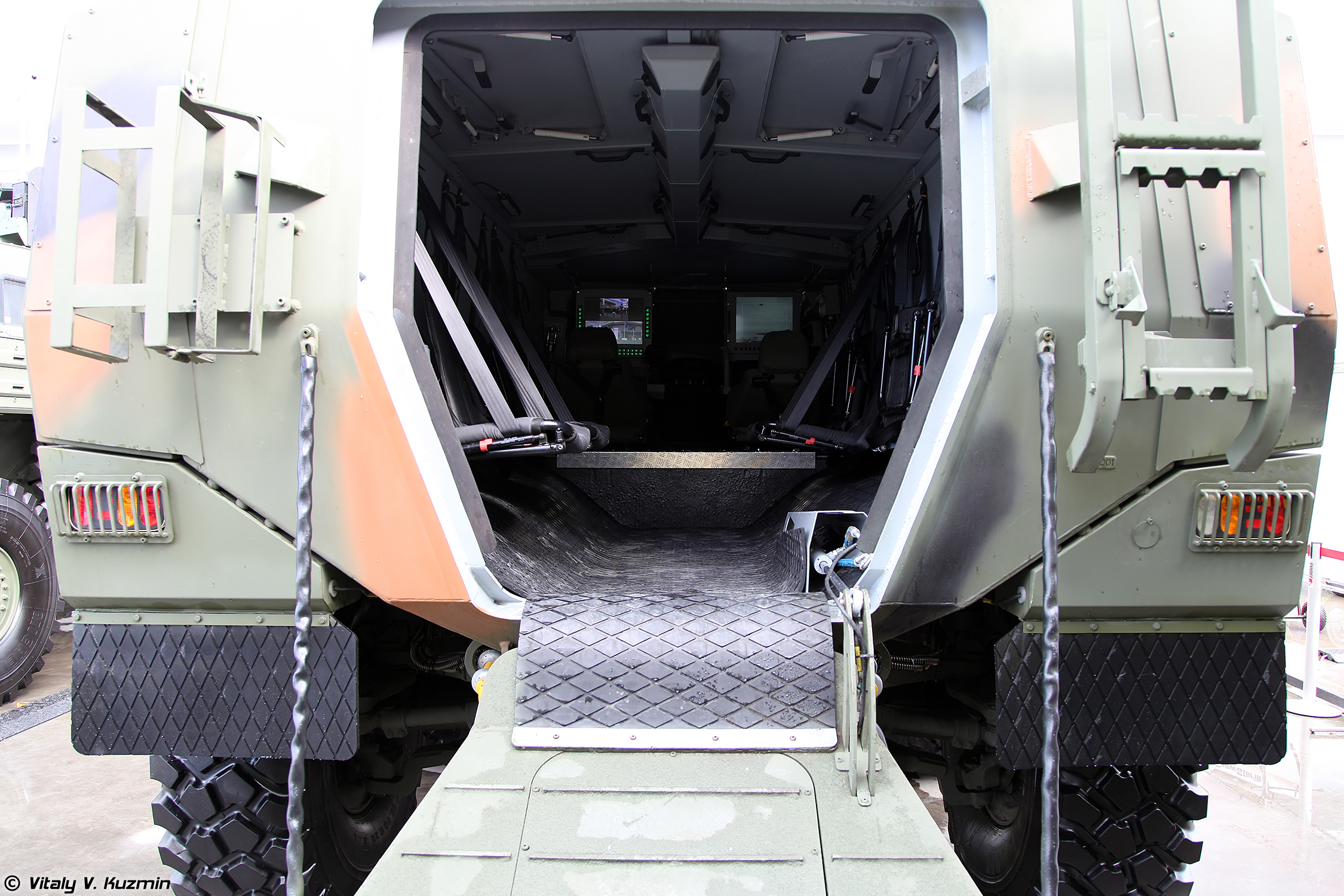
Hecktür des Barys

Der auf der KADEX gezeigte Prototyp ist ein gepanzertes 8×8-Radfahrzeug, das den Mbombe-8×8-Radpanzer von südafrikanischen Herstellers Paramount als Basis hat. Bei einem Gesamtgewicht von 28 Tonnen und einem Leergewicht von 19 Tonnen kann das Fahrzeug bis zu neun Tonnen Nutzlast einschließlich Waffensystem, Munition, Besatzung und Zusatzequipment transportieren.
Der auf der KADEX 2016 vorgestellte Barys war mit dem russischen AU-220M stabilisierten, ferngesteuerten Turm mit einer neu konstruierten 57-mm-Maschinenkanone ausgestattet. Die AU-220M wurde von Burevestnik, einer Tochtergesellschaft der russischen Uralwagonsawod-Gruppe, entwickelt. Koaxial zur 57-mm-Kanone ist ein 7,62-mm-Maschinengewehr montiert. Die maximale Reichweite der 57-mm-Kanone beträgt 12 km. Die Schussrate beträgt 120 Schuss pro Minute. Der Turm kann um 360 Grad im Azimut und von −5 bis +75 Grad in der Höhe gedreht werden. Das Fahrzeug besitzt einen Schutz gegen Minendetonation mittig unter dem Fahrzeug und unter dem Rad mit 10 kg TNT-Äquivalent (STANAG 4569 Level 4b) und ballistischem Schutz (Level 3). Zusätzlich verfügt es über Klimatisierung und Aggregat.
Der Antrieb des Barys erfolgt mittels eines Sechszylinder-Dieselmotors mit 550 PS. Daran gekoppelt ist ein Automatikgetriebe mit sechs Gängen. Somit soll eine maximale Geschwindigkeit von 110 km/h und eine Reichweite von 800 km erreicht werden.
Laut Ben Jansen, CEO von Paramounts Panzersparte, ist das neue Fahrzeug Teil einer Familie von Plattformen mit unterschiedlichen Radkonfigurationen 4×4, 6×6 und 8×8, die sich über 80 % der Baugruppen teilen, um die Produktionskosten zu minimieren und die Ausbildung und Logistik zu vereinfachen. Wörtlich gab Jansen an: „Diese Gemeinsamkeit bezieht sich sowohl auf die Antriebsaggregate als auch auf die Tatsache, dass alle drei Fahrzeuge eine „konventionelle“ oder „Inline“-Antriebsstrangkonfiguration verwenden, bei der das Aggregat an der Vorderseite des Fahrzeugs und entlang seiner Mittellinie positioniert wird.“